# Висока при Морави
Висока при Морави (слч. Vysoká pri Morave) насељено је мјесто са административним статусом сеоске општине (слч. obec) у округу Малацки, у Братиславском крају, Словачка Република.

## Становништво
| Година:    | 1994. | 2004.   | 2014.    | 2024.   |
| ---------- | ----- | ------- | -------- | ------- |
| Број људи: | 1790  | 1919    | 2211     | 2221    |
| Разлика:   |       | +7,20 % | +15,21 % | +0,45 % |

| Година:    | 2023. | 2024.   |
| ---------- | ----- | ------- |
| Број људи: | 2224  | 2221    |
| Разлика:   |       | -0,13 % |

Према подацима о броју становника из 2024. године насеље је имало 2221 становника.